# Unfinished Music No. 1: Two Virgins
Unfinished Music No. 1: Two Virgins (укр. Незакінчена музика № 1: Дві діви) — перший з трьох експериментальних альбомів, випущених Джоном Ленноном та Йоко Оно на лейблі Apple Records. Він став результатом нічного сеансу музичних експериментів з Йоко в домашній студії Джона в Кенвуді, поки його дружина, Синтія Леннон, була на відпочинку в Греції. Дебютний запис Леннона та Оно 1968 року відомий не лише своїм авангардним змістом, але й обкладинкою, на якій пара зображена оголеною. Це зробило альбом суперечливим як для громадськості, так і для материнської звукозаписної компанії EMI, яка відмовилася його розповсюджувати. Намагаючись уникнути суперечок, платівка продавалася у коричневому паперовому пакеті і розповсюджувалася компаніями Track і Tetragrammaton у Великій Британії та Сполучених Штатах відповідно. Two Virgins, хоча і не потрапив до чарту у Великій Британії, досягнув 124 місця у США. За шість місяців після альбому вийшла «Незакінчена музика № 2: Життя з левами» (Unfinished Music No. 2: Life with the Lions).

## Передісторія
Джон Леннон познайомився з Йоко Оно в листопаді 1966 року в лондонській галереї Indica після того, як отримав запрошення від її власника Джона Данбара на попередній перегляд виставки маловідомої японської художниці. Леннон описав виставку як «позитивну» і підтримував з Оно зв'язок. Через два роки Синтія Леннон, відчуваючи себе нещасною і все більше віддаляючись від чоловіка, вирішила поїхати у відпустку до Греції зі своїми друзями Дженні Бойд і Меджік Алексом. Перебуваючи на самоті, Леннон зателефонував Оно і запросив її до себе на ніч. Зародження альбому відбулося, коли Йоко зацікавилася авангардними домашніми записами Джона після того, як він запитав: «Хочеш послухати дещо з того, що я граю у своїй студії?». Леннон поставив їй кілька своїх плівок, які складалися з комедійних записів та електронних звуків, які, як він знав, інші «Бітлз» не дозволили б включити до своїх альбомів. Прослухавши записи, Оно наполіг на тому, щоб вони зробили свій власний запис. Наступного дня Синтія несподівано повернулася додому і побачила, що вони сидять, схрестивши ноги на підлозі в однакових білих халатах, дивлячись один одному в очі.
Серія «Незакінчена музика» була спробою пари зберегти запис їхнього спільного життя. Маючи на увазі «Грейпфрут» Оно, вони уявляли, що звук не буде закарбований у канавках вінілу, а створюватиметься у свідомості слухача. Леннон описував «Незакінчену музику» як "те, що говорить все, що ви хочете, щоб вона сказала. Це просто ми виражаємо себе так, як це робить дитина, знаєте, як би вона себе не почувала. Ми говоримо: "Створюй свою власну музику. Це і є «Незакінчена музика».

## Запис
Записи, що увійшли до альбому, складалися здебільшого з магнітофонних петель, під час яких Леннон випробовував різні інструменти (фортепіано, орган, барабани) та звукові ефекти (зокрема, реверберацію, затримку та спотворення), міняв касети та відтворював інші записи, а також розмовляв з Оно, який співав ad-lib у відповідь на звуки. Обидва мали досвід роботи з авангардною музикою: Оно влаштовував різні мультимедійні заходи в Нью-Йорку на початку 1960-х років, а Леннон працював над аудіоекспериментами в «Бітлз». Давній друг Леннона Пітер Шоттон пізніше згадував у своїх мемуарах, що багато петель, які можна почути на альбомі, були зроблені Джоном і ним самим за кілька днів до запису. Леннон записував безпосередньо на дводорожечну стереофоніку, але більша частина вихідного матеріалу була монофонічною. Пісня «Together», написана Джорджем Бадді ДеСілвою, Лев Брауном і Реєм Гендерсоном, звучить на задньому плані.
Невдовзі після виходу «Two Virgins» Джон заявив в інтерв'ю, що вірить у те, що альбом «може змінювати людей», як інші «змінили мою голову, просто своїми записами». Він також стверджував, що «в цьому і полягає сенс нашого з Йоко співу — змінювати людей». Леннон говорив про створення альбому і вплив Оно на нього в інтерв'ю 1980 року Девіду Шеффу з Playboy: "Після того, як ми з Йоко познайомилися, я не усвідомлював, що закоханий у неї. Я все ще думав, що це була мистецька співпраця, так би мовити — продюсер і артист, так? … Моя колишня дружина поїхала … і Йоко приїхала до мене в гості. … замість того, щоб кохатися, ми пішли нагору і робили записи. У мене була ціла кімната, повна різних касет, де я писав і робив дивні петлі і тому подібні речі для речей «Бітлз». Тож ми записували касету цілу ніч. Вона говорила своїми смішними голосами, а я натискав на різні кнопки на своєму магнітофоні і отримував звукові ефекти. А потім, коли зійшло сонце, ми зайнялися коханням, і це була «Two Virgins». Це був перший звукозаписний проект Джона, в якому йому не допомагали інші учасники «Бітлз»; окремі частини альбому нагадували пізніші видання різдвяних флексі-записів «Бітлз».

## Кавери
Леннон і Оно використовували камеру із затримкою часу, яку встановив Тоні Брамвелл, щоб зробити свої оголені фотографії для обкладинки альбому: вони були зроблені на площі Монтегю, 34, на початку жовтня 1968 року. Леннон пояснював, що вони «обидва були трохи збентежені, коли роздягалися для знімка, тому я зробив його сам із затримкою затвора». На обкладинці вони були зображені спереду оголеними, а на задній — ззаду. Ідея Джона полягала в тому, щоб зробити знімок оголеної на обкладинці альбому. Ніл Аспінолл згадував, що Леннон віддав рулон плівки співробітнику Apple на ім'я Джеремі з інструкціями щодо проявлення фотографій. Джеремі стверджував, що знімки були «приголомшливими»; Аспінолл іронічно зауважив, що "Джеремі завжди все було «приголомшливим», а потім продовжив: «Але — лише того разу — він був насправді правий. Він не міг у це повірити».

Обкладинка викликала обурення, що спонукало дистриб'юторів продавати альбом у звичайній коричневій обгортці. На звороті коричневого пакета були розміщені цитати з 2-го розділу книги Буття,вибрані Дереком Тейлором. Назва альбому виникла з відчуття пари, що вони були «двома невинними, загубленими у світі, що збожеволів», а також тому, що після запису вони завершили свої стосунки. Леннон сказав, що обкладинка «просто здавалася нам природною. Ми всі насправді голі». Оно розглядала обкладинку як важливу декларацію: «Я був у мистецькій спільноті, де художник робив таку штуку, коли котив голу жінку з синьою фарбою на тілі по полотну; … це було в моді в той час. Єдина відмінність полягала в тому, що ми збиралися стояти разом, що, на мою думку, було дуже цікаво… ми просто стояли прямо. Мені подобалася ця концепція». Альбом був розцінений деякими органами влади як непристойний, і його копії були конфісковані в декількох юрисдикціях (в тому числі 30 000 копій в Нью-Джерсі в січні 1969 року). Леннон коментував, що скандал, схоже, був пов'язаний не стільки з відвертою оголеністю, скільки з тим, що пара була досить непривабливою; пізніше він описав її як фотографію «двох трохи повних колишніх наркоманів».

## Реліз та наслідки
Unfinished Music No.1: Two Virgins був випущений лейблом Apple Records у США в електронному стерео 11 листопада 1968 року, [nb 2] а у Великій Британії в моно і електронному стерео 29 листопада 1968 року.[nb 3] Моно версія була доступна тільки у Великій Британії за допомогою замовлення поштою. Альбом розповсюджувався лейблами Track Records у Великій Британії та Tetragrammaton Records у США після того, як компанія EMI відмовилася випускати обкладинку чи вкладиш до платівки, якщо вони не будуть змінені. EMI, однак, надрукувала платівку у Великій Британії, а обкладинку альбому надрукувала фірма «Technik». Співробітник Apple Джек Олівер вирішив проблему з упаковкою, найнявши кількох працівників Apple, щоб запакувати альбом у гільзи «у підвалі старої крамниці Apple».
Леннону знадобилося шість місяців, щоб переконати своїх колег по гурту погодитися на випуск альбому, і, незважаючи на те, що він не схвалював обкладинку, Пола Маккартні попросили написати для неї примітку, в якій йшлося: «Це смиренна пісня для святих»: «Коли зустрічаються два великих святих, це принизливий досвід. Довгі битви, щоб довести, що він був святим». У Великій Британії ця цитата Маккартні та назва альбому були розміщені на його задній обкладинці. Unfinished Music No.1: Two Virgins не потрапив до хіт-параду у Великій Британії (було надруковано лише 5 000 британських копій), але досягнув 124 місця у США, після того, як було продано 25 000 копій. Через кілька місяців після виходу альбому Capitol роздавав своїм співробітникам промо-копії альбому на чистих фотодисках.
Обкладинка змінювалася для кожного з трьох 8-трекових випусків альбому: Tetragrammaton/Ampex Tapes замінили передню обкладинку на задню; North America Leisure Corp (NAL) відновила оригінальну передню обкладинку, а General Recorded Tape (GRT) випустила 8-трекову платівку з паперовою обкладинкою. Альбом перевидавався (хоча й неліцензійно та несанкціоновано) у США протягом 1970-х та 1980-х років. Одне видання на лейблі Rock Classics, яке вийшло у січні 1993 року, стверджувало, що його розповсюджував лейбл Tetragrammaton (який припинив своє існування у 1970 році) і що воно не було зведене з оригінальної касети, а було просто перенесене з копії запису з чутним поверхневим шумом. Фальшивий стерео-мікс альбому був офіційно перевиданий на Rykodisc 3 червня 1997 року, [nb 6] під наглядом Оно, з додатковим бонус-треком — бісайдом «Give Peace a Chance» «Remember Love» з альбому «Give Peace a Chance». Це видання альбому дещо відредаговане; в ньому відсутнє близько 30 секунд аудіо з кінця другої сторони, а також кілька секунд з початку другої сторони. Існує також кілька несанкціонованих версій альбому, касета і компакт-диск.
Альбом був ненависний як музичним критикам, так і публіці. Актриса Сіссі Спейсек під псевдонімом Rainbo записала пісню «John, You Went Too Far This Time» у відповідь на обкладинку альбому. Вільям Рульманн з AllMusic зауважив, що це «не схоже на те, що можна отримати, якщо випадково увімкнути магнітофон у себе вдома на півгодини», назвавши музику «оголеною». Рецензент Pitchfork Сет Колтер Уоллс (Seth Colter Walls) вважав альбом «захоплюючим» продуктом «першого побачення», зазначивши при цьому, що «він має велику конкуренцію» з іншими звуковими артефактами тієї епохи, натхненними Флюксусом. Він також писав, що «Revolution 9», створений Ленноном і Оно разом з Джорджем Гаррісоном, є «набагато щільнішим» звуковим колажем, ніж «Two Virgins».
Джон і Йоко випустили ще два пов'язані між собою записи: Незакінчена музика № 2: Життя з левами та Весільний альбом.
Альбом був перевиданий на LP, CD і в цифровому форматі лейблом Secretly Canadian 11 листопада 2016 року. Платівка була абсолютно новим ремастером невідредагованого фейк-стерео міксу. CD був ідентичний виданню на Rykodisc CD.

## Track listing
Всі твори Джона Леннона та Йоко Оно, якщо не вказано інше.
Перша Сторона
1. «Two Virgins Side One»: — 14:14
  - «Two Virgins No. 1»
  - «Together» у виконанні Гая Ломбардо та його Royal Canadians, вокаліст: Тоні Крейг (Джордж «Бадді» ДеСильва, Лев Браун, Рей Гендерсон)
  - «Two Virgins No. 2»
  - «Two Virgins No. 3»
  - «Two Virgins No. 4»
  - «Two Virgins No. 5»

Друга Сторона
1. «Two Virgins Side Two»: — 15:13
  - «Two Virgins No. 6»
  - «Hushabye Hushabye» («I'd Love to Fall Asleep and Wake Up in My Mammy's Arms» у виконанні Фреда Дугласа та його оркестру (Сем М. Льюїс, Джо Янг, Фред Е. Алерт)
  - «Two Virgins No. 7»
  - «Two Virgins No. 8»
  - «Two Virgins No. 9»
  - «Two Virgins No. 10»

Додатковий Трек
1. «Remember Love» (Оно) — 4:05

## Учасники запису
- Джон Леннон — вокал, розмовний діалог, крик, фортепіано, орган, мелотрон, перкусія, гітари, різні інструменти, магнітофонні петлі, звукові ефекти
- Йоко Оно — вокал, розмовний діалог, крик, фортепіано, перкусія, різні інструменти, магнітофонні петлі, звукові ефекти
- Пете Шоттон — петлі для стрічок

## Чарти
| Чарти (1968 року)  | Позиція | Усього тижнів |
| ------------------ | ------- | ------------- |
| U.S. Billboard 200 | 124     | 8             |

Цитати
Подальше прослуховування
- «Testimony — The Life and Times of John Lennon: „In His Own Words“» recording by John Lennon & Yoko Ono Label: Synergie OMP / The Orchard